# Karl Göös
Karl Gustaf Göös, född 2 maj 1837 i Nyslott, död 19 november 1917 i Janakkala, var en finländsk lärare och företagsledare. 
Göös studerade i början av 1860-talet medicin i Stockholm och Zürich samt, med statsunderstöd, folkskolväsendet och gymnastikundervisningen i utlandet. Han verkade 1863–1883 som lektor i anatomi, gymnastik och finska språket vid Jyväskylä seminarium; var 1883–1898 verkställande direktör i förlags- och tryckerifirman Oy Weilin & Göös Ab, som han 1872 grundat i staden tillsammans med Alexander Georg Weilin. Göös var därefter bosatt i Janakkala som jordbrukare på Irjala gård. Han utgav 1868 den första handboken i gymnastik i Finland, Voimistelun harjoitusoppi kansakoulujen tarpeeksi, i vilken han sökte förena tyskt och svenskt gymnastiksystem.